# Macclesfield Town Football Club 2011-2012
Questa voce raccoglie le informazioni riguardanti il Macclesfield Town Football Club nelle competizioni ufficiali della stagione 2011-2012.

## Rosa
| N. |                        | Ruolo | Calciatore       |
| -- | ---------------------- | ----- | ---------------- |
| 1  | Portogallo (bandiera)  | P     | Jose Veiga       |
| 2  | Inghilterra (bandiera) | D     | Jonathan Bateson |
| 3  | Galles (bandiera)      | D     | Carl Tremarco    |
| 4  | Inghilterra (bandiera) | C     | Scott Kay        |
| 5  | Inghilterra (bandiera) | D     | Nathaniel Brown  |
| 6  | Regno Unito (bandiera) | D     | Paul Morgan      |
| 7  | Inghilterra (bandiera) | C     | Lewis Chalmers   |
| 8  | Inghilterra (bandiera) | C     | Ross Draper      |
| 9  | Inghilterra (bandiera) | A     | George Donnelly  |
| 10 | Inghilterra (bandiera) | A     | Vinny Mukendi    |
| 11 | Inghilterra (bandiera) | A     | Peter Winn       |
| 12 | Francia (bandiera)     | C     | Arnaud Mendi     |
| 13 | Inghilterra (bandiera) | P     | Jack Cudworth    |
| 14 | Francia (bandiera)     | D     | Tony Diagne      |
| 15 | Inghilterra (bandiera) | A     | John Grant       |
| 16 | Inghilterra (bandiera) | D     | Shaun Brisley    |

| N. |                        | Ruolo | Calciatore      |
| -- | ---------------------- | ----- | --------------- |
| 17 | Inghilterra (bandiera) | C     | Sam Wedgbury    |
| 18 | Inghilterra (bandiera) | A     | Waide Fairhurst |
| 19 | Inghilterra (bandiera) | A     | Tom Fisher      |
| 20 | Inghilterra (bandiera) | C     | Mattew Hamshaw  |
| 22 | Inghilterra (bandiera) | P     | Steve Collis    |
| 23 | Inghilterra (bandiera) | A     | Ben Tomlinson   |
| 24 | Inghilterra (bandiera) | D     | Elliott Hewitt  |
| 25 | Inghilterra (bandiera) | C     | Michael Thomas  |
| 26 | Inghilterra (bandiera) | C     | Adam Roberts    |
| 27 | Inghilterra (bandiera) | A     | Greg Daniels    |
| 29 | Inghilterra (bandiera) | A     | Scott Boden     |
| 30 | Inghilterra (bandiera) | P     | Andrew Mills    |
| 31 | Inghilterra (bandiera) | D     | James Bolton    |
| 32 | Inghilterra (bandiera) | C     | Dan Gray        |